# Night of the Sentinels: Part II
Night of the Sentinels: Part II, llamado La Noche de los Centinelas Parte II en Hispanoamérica, es el segundo episodio de la primera temporada de la serie de televisión animada X-Men. El capítulo se emitió oficialmente el 7 de noviembre de 1992 y fue escrito por Mark Edward Edens.
Este episodio es la continuación de La Noche de los Centinelas Parte I, la misma se desarrolla en gran parte en Washington D. C. Los centinelas son utilizados por las fuerzas armadas gubernamentales para hacer seguimiento y captura a todos los mutantes. Los X-Men se preparan par entrar a la Agencia de Control de Mutantes, tomando todas las medidas de seguridad necesarias. El objetivo principal de los X-Men es destruir todos los archivos registrados en la computadora, tarea que fue realizada por Bestia, por medio de un virus informático. También se destruyeron los registros en físico. Otro objetivo fue el rescate con vida de Júbilo, capturada por los Centinelas.
Aunque la operación fue un éxito, Morfo fue herido por los Centinelas y declarado muerto. Bestia también sufrió por los ataques y se quedó en el lugar de los hechos, después fue capturado y enviado a la cárcel.

## Sinopsis
Antes de entrar a la Agencia de Registro de Mutantes, Guepardo percibe el olor a aceite de armas de los soldados y rápidamente cierra la puerta, antes de que éstos disparen. Tormenta entra y barre los guardias con su energía eólica. Después de la destrucción de los archivos de los mutantes, los X-Men se escapan, pero se enfrentan a los Centinelas. Durante el enfrentamiento con los Centinelas, Morfo es ejecutado y dado por muerto. Bestia quién fue arremetido contra la valla de seguridad, también quedó herido en el sitio y finalmente capturado. El resto del grupo se reitró hacia la mansión, aunque Rogue se vio obligado a absorber los poderes de Guepardo para que no intentara regresar. Mientras tanto, en la televisión se muestra al Presidente de los Estados Unidos hablando sobre la problemática de los mutantes. Pero después de reunirse con Gyrich, el presidente decide cancelar el registro de control de mutantes.
Esa noche, Cíclope encuentra a Guepardo en un bar y le dice que tiene información sobre la base de los Centinselas; en esa misma conversación, Guepardo ataca el carro de Cíclope. Después Cíclope visita la casa de Júbilo. Su padre adoptivo llama a Gyrich para informarle de la presencia de Cíclope. Gyrich envía algunos centinelas, pero más tarde el padre se arrepiente de su decisión cuando su esposa le dice que Júbilo fue secuestrada y retenida por los Centinelas.
Finalmente un Centinela es atacado por Cíclope, aunque el robot se retira a la planta industrial donde son fabricados. El Centinela aterriza con torpeza y daña la caja eléctrica de la industria. Los X-Men siguieron al Centinela herido y atacan la base, mientras que Gyrich y Trask tratan de escapar. Después, los Centinelas son derrotados y Júbilo es rescatada, aunque la joven se muda a la mansión de Charles Xavier para seguir su futuro como miembro oficial de los X-Men.